# Гармер (гора)
Га́рмер (англ. Mount Harmer) — гора заввишки 1115 м у північно-центральній частині острова Кука на Південних Сандвічевих островах. Вперше вершина була позначена на карті у 1930 році персоналом Discovery Investigations на RRS Discovery II та названа на честь сера Сіднея Фредеріка Гармера, віце-голови комітету Discovery. Вершину гори вкриває льодовик.